# Církevní úřad
Církevní úřad je postavení, které bylo v církvi svěřeno jednotlivci (fyzické osobě) jako služba k dosažení duchovního účelu. Na rozdíl od čestných titulů se církevní úřad pojí s řadou práv a povinností.
Některé církevní úřady: papež, diecézní biskup, farář.

## Způsoby udělování církevních úřadů
- volným udělením (collatio libera), tj. na základě svobodné úvahy
- vázaným udělením, a to jedním ze tří způsobů:
  - ustanovením (institutio) na základě prezentace, tj. návrhu osoby k tomu oprávněné (typicky patrona), přičemž navrženo může být i více kandidátů; pokud příslušný představený všechny kandidáty odmítne jako nevhodné, může oprávněná osoba ještě jednou prezentovat jiného kandidáta (je-li i ten shledán nevhodným, udělí se úřad na základě volné úvahy)
  - potvrzením (confirmatio) na základě volby; pokud příslušný představený uznal zvoleného kandidáta za vhodného, musí ho potvrdit, ledaže by volba byla pro rozpor s právem neplatná
  - schválením (admissio) volebního návrhu (tzv. postulace) v případě, že volební sbor upřednostňuje kandidáta, jemuž brání ve zvolení nějaká dispensovatelná překážka; příslušný představený není povinen postulaci vyhovět, avšak pokud tak učiní, je překážka automaticky prominuta
- volbou (bez potřeby potvrzení) a jejím přijetím ze strany zvoleného (electio et electi acceptatio)